# Douglas Cochrane, 12:e earl av Dundonald

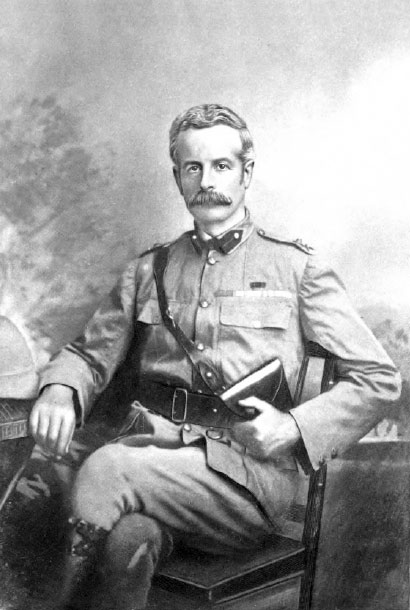
Douglas Cochrane, 12:e earl av Dundonald.

Douglas Mackinnon Baillie Hamilton Cochrane, 12:e earl av Dundonald, född den 29 oktober 1852 i Banff, Aberdeenshire, död den 12 april 1935 i Wimbledon, London, var en brittisk militär. Han var son till Thomas Cochrane, 11:e earl av Dundonald, bror till Thomas Cochrane, 1:e baron Cochrane av Cults och far till Thomas Cochrane, 13:e earl av Dundonald.
Dundonald deltog i Nilexpeditionen 1884-85 och utmärkte sig därvid flera gånger för överdådig tapperhet, till exempel under Stewarts marsch genom öknen mot Kartum och på sin kurirfärd som bärare av underrättelsen om Kartums fall och Gordons död. År 1895 blev han överste, deltog under Buller i Natalfälttåget 1899-1900 som chef för den kavalleribrigad, som brukade framsändas främst under försöken att undsätta Ladysmith, och var även den förste, som efter belägringens upphävande inryckte i den undsatta staden den 28 februari 1900. Samma år blev han generalmajor. År 1902 sändes Cochrane till Kanada för att reorganisera därvarande milis, men hemkallades 1904 på grund av ett tal, vari han beskyllt en kanadensisk minister för att låta politiska biinflytelser spela in vid milisens reorganisering. Han satt 1886–1922 i överhuset som representant för de skotska peererna.